# Lúcio Aprônio
Lúcio Aprônio (em latim: Lucius Apronius) foi um general romano nomeado cônsul sufecto em 8 no lugar de Marco Fúrio Camilo.

## Carreira
Nada se sabe sobre a carreira de Aprônio antes do consulado e nem sobre os eventos ocorridos durante seu mandato. Durante a Grande Revolta da Ilíria (6-9 d.C.), Aprônio e Caio Víbio Póstumo se destacaram e receberam a ornamenta triumphalia. Em 15, Aprônio lutou durante as Guerras germânicas juntamente com Aulo Cecina Severo e Caio Sílio. Já de volta a Roma, em 22, Aprônio foi o responsável por uma moção que determinava a realização de sacrifícios em agradecimento pela condenação de Cneu Calpúrnio Pisão, acusado da morte de Germânico, seu general na Germânia.
Em 23, Aprônio e um antigo procônsul da África, Lúcio Élio Lamia, testemunharam a favor da inocência de um homem acusado de fornecer cereais ao rebelde númida Tacfarinas. Porém, sendo ele próprio procônsul da África na época, Aprônio puniu uma coorte da Legio III Augusta, derrotada por Tacfarinas, com a dizimação. Cinco anos depois, desta vez atuando como legado imperial da Germânia Inferior, Aprônio liderou suas forças e as da Germânia Superior numa campanha para levantar o cerco de um forte romano atacado pelos frísios, mas foi derrotado por eles na Batalha da Floresta de Baduena.

## Família
Sabe-se que Aprônio teve pelo menos dois filhos, Lúcio Aprônio Cesiano, cônsul em 39, e Aprônia, esposa de Marco Pláucio Silvano, pretor em 24.